# Consentimento sexual

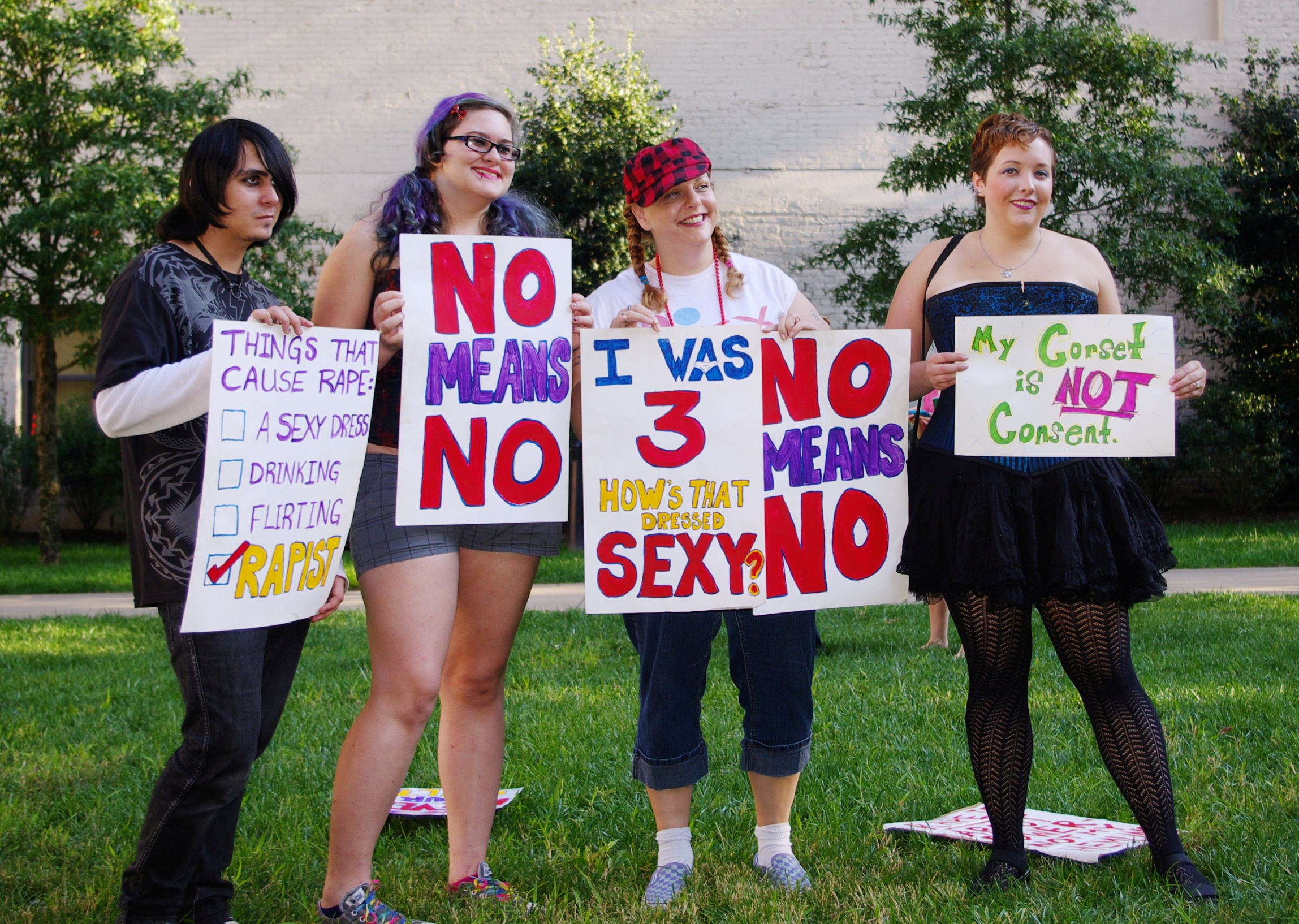
Participantes de uma passeata de prostitutas com cartazes em inglês afirmando a importância do consentimento sexual. Dois dizem "Não significa não" e outro afirma que roupas sexy não pressupõem consentimento.

O consentimento sexual é o consentimento para se envolver em uma atividade sexual. A atividade sexual sem consentimento é considerada estupro ou agressão sexual. No final dos anos 1980, a acadêmica Lois Pineau argumentou que a sociedade deve se mover em direção a um modelo mais comunicativo de sexualidade para que o consentimento se torne mais explícito e claro, objetivo e em camadas, com um modelo mais abrangente de que "não significa não" ou "sim significa sim". Muitas universidades instituíram campanhas sobre o consentimento. As campanhas criativas com slogans que chamam a atenção e imagens de marketing que mostram o consentimento podem ser ferramentas eficazes para aumentar a conscientização sobre a agressão sexual no campus e questões relacionadas.

## Elementos do consentimento

### Perspectivas morais e legais
Na literatura acadêmica, as definições acerca do consentimento e de como ele deve ser comunicado têm sido contraditórias, limitadas ou sem consenso. O Dr. James Roffee, professor sênior de criminologia na Escola de Ciências Sociais da Universidade Monash, argumenta que a definição legal de consentimento no direito penal precisa ser universal, de modo a evitar confusão nas decisões legais. Ele também demonstra como a noção moral de consentimento nem sempre se alinha com o conceito jurídico. Por exemplo, irmãos adultos ou outros membros da família podem voluntariamente entrar em um relacionamento, no entanto, o sistema legal considera isso como um incesto e, portanto, um crime. Roffee argumenta que o uso de uma linguagem específica na legislação sobre essas atividades sexuais familiares manipula o leitor a vê-las como imoral e criminosa, mesmo que todas as partes estejam consentindo. Entretanto, pessoas abaixo da idade legal de consentimento podem, de forma consciente e voluntária, escolher manter um relacionamento sexual, mesmo que a lei não o considere legítimo. Porém, embora seja necessária uma idade de consentimento, a lei não permite níveis variáveis de consciência e maturidade. E isso pode ser visto como um entendimento moral e um entendimento jurídico que nem sempre se alinham.
Alguns indivíduos são incapazes de dar consentimento ou, mesmo que possam indicar verbalmente que consentem, são considerados incapazes de dar um consentimento informado ou total (por exemplo, jovens abaixo da idade de consentimento ou uma pessoa alcoolizada). Contudo, as pessoas também podem consentir com atividades sexuais indesejadas.

### Atividade sexual indesejada
A atividade sexual indesejada pode envolver o estupro ou a agressão sexual, no entanto, não se limita a isso. Jesse Ford, autor de um estudo em 2018, mostrou que homens estão fazendo sexo indesejado com mulheres para "provar que não são gays", e afirmou que "toda agressão sexual é sexo indesejado, mas nem todo sexo indesejado é agressão sexual.".
Um estudo de 1998 mostrou que tanto homens quanto mulheres "consentem com a atividade sexual indesejada" no namoro heterossexual; nesses casos, eles consentiram com o sexo indesejado para satisfazer seu parceiro, "promover intimidade" ou evitar tensões no relacionamento. Os autores também argumentam que as estimativas de "experiências sexuais indesejadas (não consensuais)" podem confundir sexo não consensual com consensual.

### BDSM

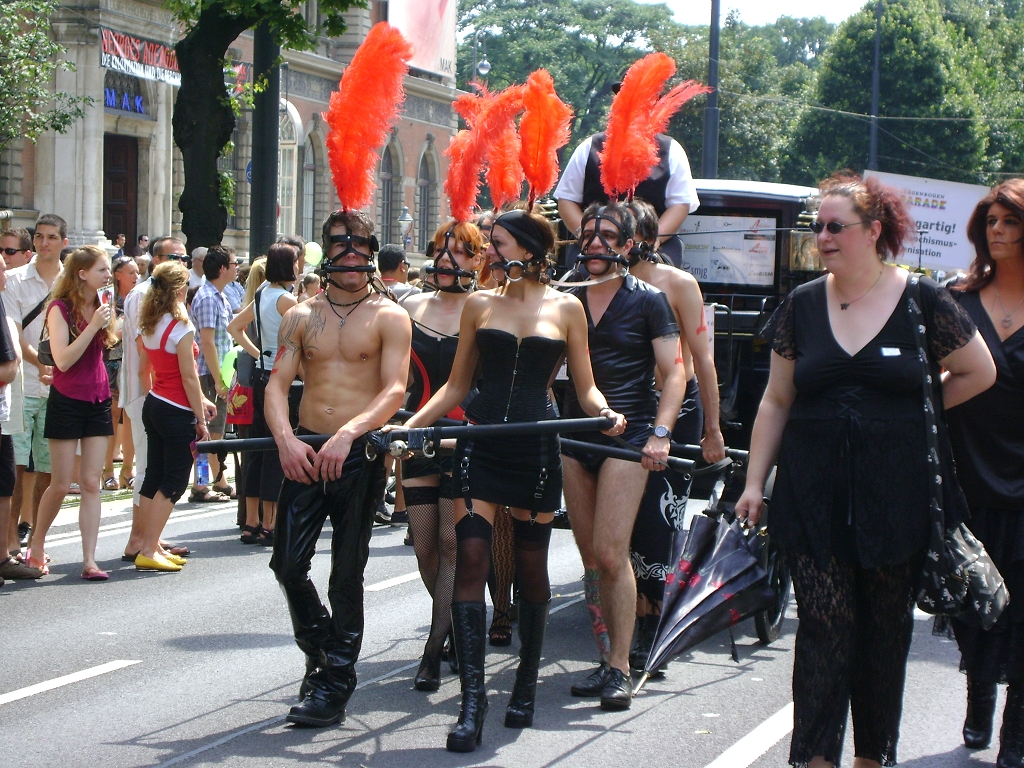
Abordagens de consentimento afirmativo são mais complexas em encontros de BDSM, porque em alguns encontros de BDSM, os participantes concordam com a "atividade não-consensual consentida" a fim de realizar dramatizações.

Os conceitos de consentimento afirmativo são mais desafiadores em encontros de BDSM, particularmente em ambientes onde os participantes concordam com a "atividade não-consensual consentida", também chamada de meta-consentimento e consentimento geral, um acordo mútuo para ser capaz de agir como se o consentimento tivesse sido dispensado. É um acordo em que o consentimento abrangente é dado com antecedência, com a intenção de ser irrevogável na maioria das circunstâncias. Isso geralmente ocorre sem o conhecimento prévio das exatas ações planejadas. Mesmo que dois participantes em um encontro de BDSM concordem que consentem com a violência, no Canadá, a lei limita os atos sexuais violentos com os quais as pessoas podem consentir; especificamente, os canadenses não podem consentir em ficar gravemente feridos.

### Verbal vs. não verbal

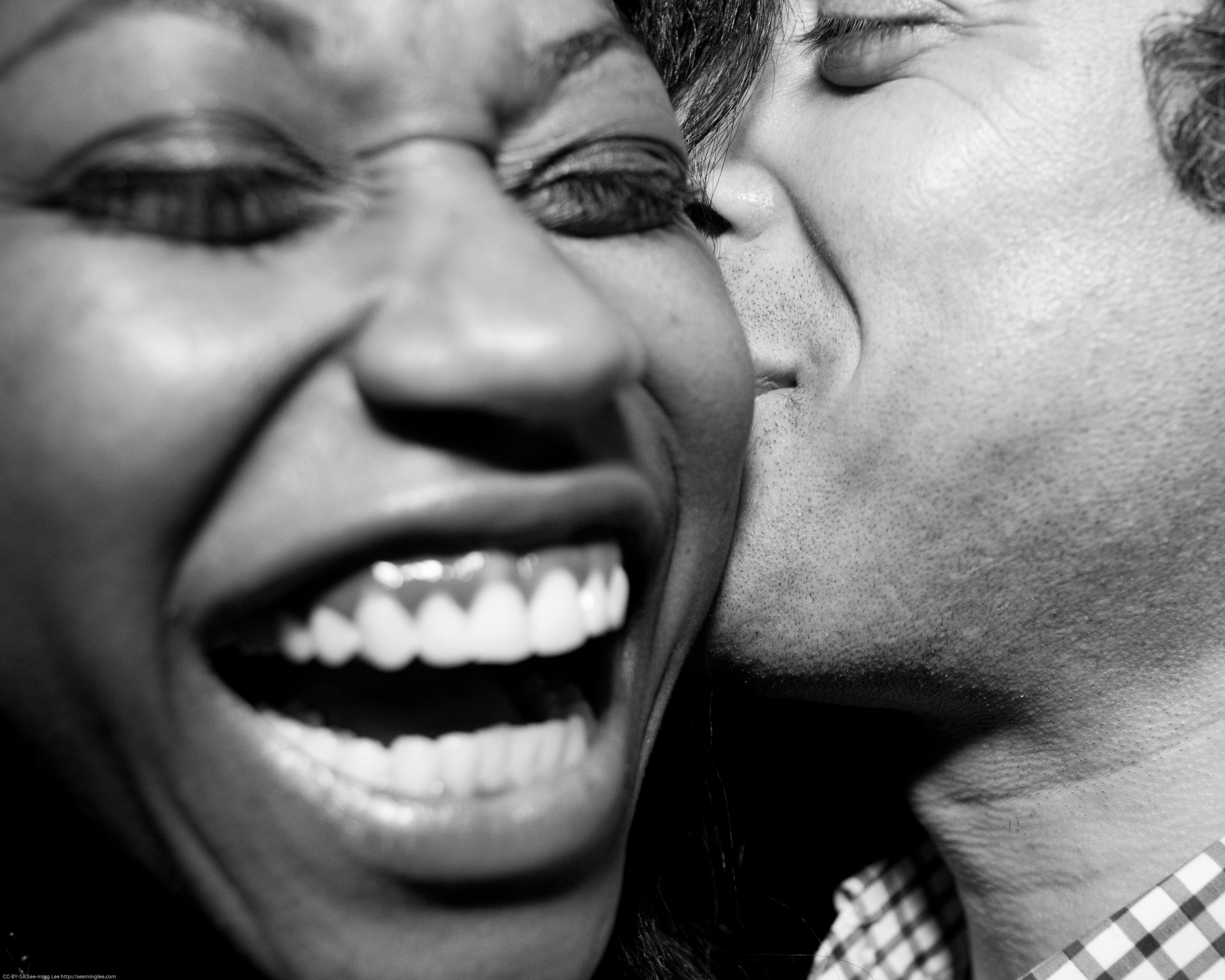
Embora diferentes políticas de consentimento tenham opiniões diferentes sobre se pistas não verbais contam como consentimento, algumas regras permitem buscar consentimento por meio de comunicação não verbal.

Pode haver o consentimento verbal, não verbal, ou uma combinação dos dois tipos, dependendo das políticas e leis diferentes. Mas de acordo com a escritora do Bustle, Kae Burdo, "apenas o consentimento verbal conta". As regras do Dartmouth College sobre o consentimento afirmam que uma comunicação em encontros íntimos é muitas vezes em sinais não verbais, como sorrir, acenar com a cabeça e tocar a outra pessoa; no entanto, afirma que "...a linguagem corporal muitas vezes não é suficiente" porque interpretar a linguagem corporal é arriscado, então a melhor opção é usar a "comunicação verbal explícita". The New York Times relata que os homens normalmente usam indicadores não verbais para determinar o consentimento (61% dizem que percebem o consentimento por meio da linguagem corporal de um parceiro), mas as mulheres normalmente esperam até que um parceiro lhes pergunte verbalmente antes de indicar o consentimento (apenas 10% dizem que indicam o consentimento por meio da linguagem corporal), uma abordagem diferente que pode levar à confusão nos encontros de casais heterossexuais.
Mary Spellman, diretora dos alunos do Claremont McKenna College, afirma que sua faculdade permite o consentimento verbal e não verbal, com o consentimento não verbal sendo avaliado examinando se a outra pessoa está "participando ativamente" e "tocando a outra pessoa quando ela está a tocando ou até encorajando-a", sinais que indicam que uma "...pessoa é um participante ativo em tudo o que está acontecendo."
O Daily Dot afirma que o consentimento verbal é melhor porque ambos os participantes podem indicar claramente o que desejam, fazer perguntas e buscar esclarecimentos; enquanto o consentimento não verbal pode não ser claro, pois as pessoas "...têm diferentes entendimentos de gestos, “vibrações” e pistas não verbais", o que pode levar a "ambiguidade e mal-entendidos". Lisa Feldman Barrett, psicóloga e neurocientista, afirma que, em um contexto de consentimento sexual, "o rosto e movimentos corporais não são uma linguagem" na qual os participantes podem confiar, porque o "cérebro humano está sempre adivinhando" sobre como interpretar sorrisos e expressões; sendo assim, "...movimentos faciais são indicadores terríveis de consentimento, rejeição e emoção em geral" e eles "não são um substituto para as palavras".

### LGBT+

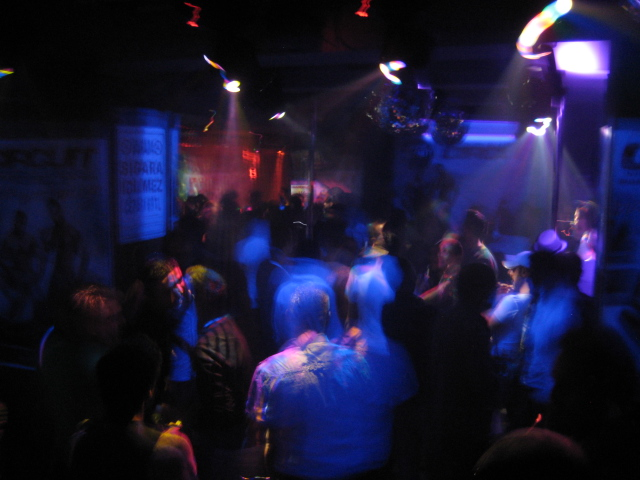
Philip Henry afirma que o apalpamento não consensual de nádegas e virilhas é tolerado em alguns bares gays.

De acordo com Michael Segalov, os jovens gays não aprendem muito sobre consentimento e limites sexuais porque a maioria "nunca foi ensinada sobre qual linguagem usar para explicar ou compreender" suas experiências e porque normalmente há poucos exemplos de membros LGBT+ a seguir em sua comunidade ou membros da família para pedir conselhos. Segalov afirma que os aplicativos de namoro/bate-papo podem criar desafios para o consentimento porque alguns homens têm uma sensação de "autorização" quando chegam ao local da reunião e uma sensação de que a interação sexual da reunião foi "pré-combinada" online.

### Idade
Crianças ou jovens abaixo de uma certa idade, a idade de consentimento sexual na jurisdição, são consideradas incapazes de dar consentimento válido por lei para atos sexuais. A idade de consentimento é a idade da qual um menor é considerado legalmente inapto à consentir em atos sexuais. Consequentemente, um adulto que se envolve em uma atividade sexual com alguém abaixo da idade de consentimento não pode alegar que a atividade sexual foi consensual, e tal atividade sexual pode ser considerada estupro estatutário. A pessoa abaixo da idade mínima é considerada vítima e seu parceiro sexual é considerado agressor, a menos que ambos sejam menores de idade. O propósito de definir uma idade de consentimento é proteger um menor de investidas sexuais. As leis sobre a idade de consentimento variam amplamente de jurisdição para jurisdição, embora a maioria das jurisdições defina a idade de consentimento na faixa de 14 a 18 anos. As leis também podem variar de acordo com o tipo de ato sexual, o sexo dos participantes ou outras considerações, como envolvendo uma posição de confiança; algumas jurisdições também podem fazer concessões para menores envolvidos em atos sexuais entre si, em vez de uma única idade.[carece de fontes?]
Jennifer A. Drobac, que leciona direito na Universidade de Indiana, afirma que os jovens de 16 a 21 anos só devem ser capazes de "oferecer" consentimento "ao sexo com uma pessoa significativamente mais velha", ao invés de consentir, mas se deve "permitir que eles revoguem esse consentimento a qualquer momento".

### Condições ou deficiências mentais
Da mesma forma, pessoas com doença de Alzheimer ou deficiências semelhantes podem ser incapazes de dar consentimento legal para relações sexuais, mesmo com seus cônjuges. Nova Iorque não considera que seja consentimento em casos onde as pessoas têm uma deficiência física que as tornem incapazes de comunicar que não consentem, seja usando palavras ou fisicamente ou se tiverem uma doença mental ou outra condição mental que as tornem incapazes de compreender a atividade sexual.

### Inconsciência ou intoxicação
Em algumas jurisdições, os indivíduos intoxicados por álcool ou drogas não podem consentir. Por exemplo, as Leis de Conduta Sexual Criminal de Michigan afirmam que é crime fazer sexo com uma pessoa “mentalmente incapacitada”, que não pode controlar sua conduta ou consentimento.

### Engano sexual
Os encontros sexuais em que uma das partes engana o parceiro para obter o consentimento também podem ser não consensuais.  Dessa forma, por exemplo, se A dá consentimento para fazer sexo com B, mas B mentiu sobre uma questão pertinente, o A não deu consentimento estando totalmente informado. O engano pode incluir declarações falsas sobre o uso de anticoncepcionais, idade, sexo, se a pessoa é casada, religião ou emprego, estado de teste para infecções sexualmente transmissíveis, dando a impressão de que alguém é parceiro de alguém ou que é solteiro, e fazendo, falsamente, a pessoa pensar que uma atividade sexual é algum tipo de procedimento médico.

## Iniciativas, planos e leis

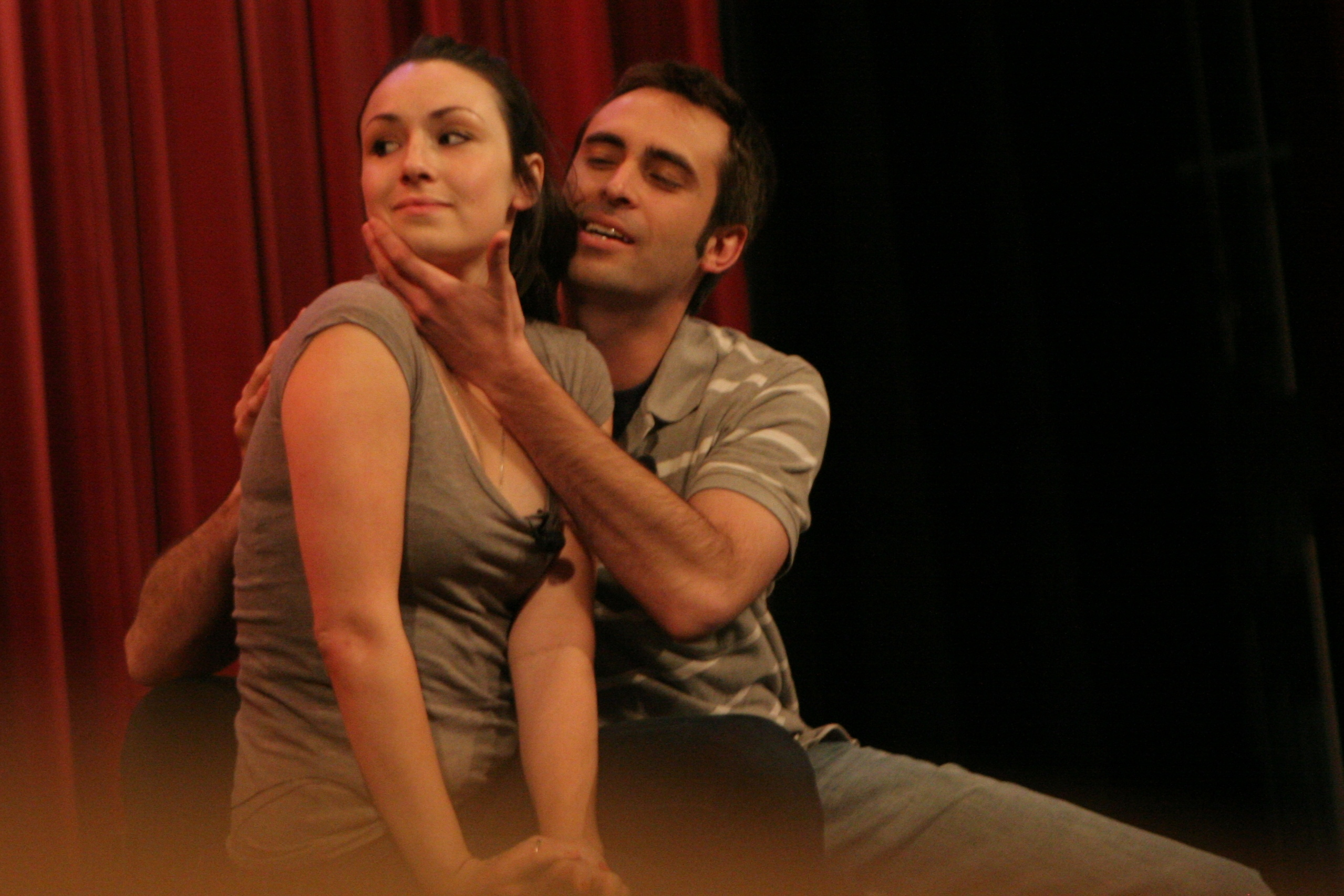
Os performers da Catharsis Productions representam cenários em que um homem age de forma inadequada com uma mulher durante a peça 'Sex Signals'. O objetivo da peça é também ajudar os membros das forças armadas a entender o que é consentimento e que 'não significa não'.

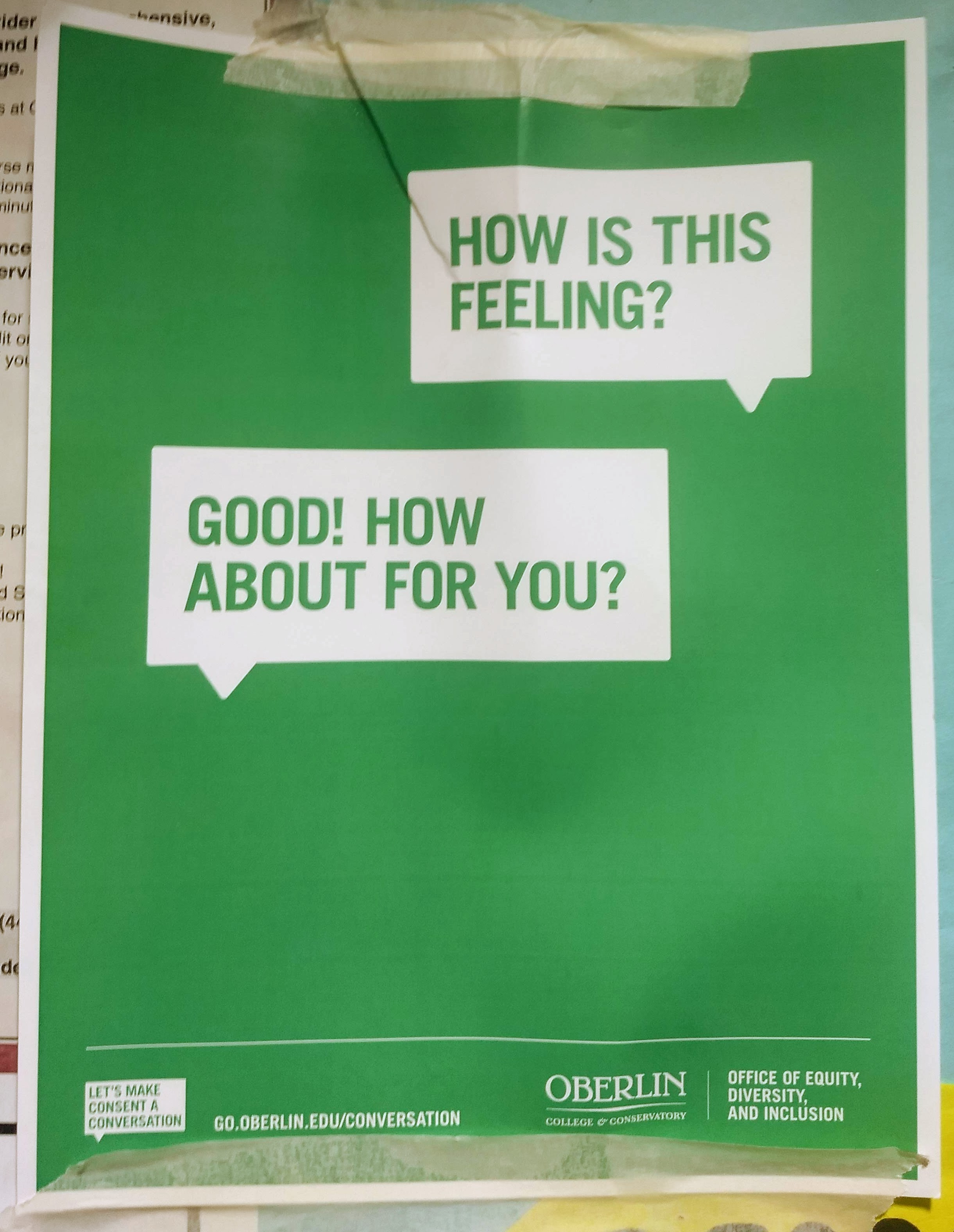
Um folheto publicado no Oberlin College incentiva os alunos a estabelecerem consentimento contínuo e recíproco durante a atividade sexual.

Iniciativas em programas de educação sexual estão trabalhando na inclusão de tópicos e discussões sobre consentimento sexual e abordando "mitos do estupro", especialmente em países como Reino Unido, EUA ou Canadá.

### "Não significa não"
A Federação Canadense de Estudantes (Canadian Federation of Students, CFS) criou a campanha "Não Significa Não" na década de 1990 para aumentar a conscientização dos estudantes universitários sobre "agressão sexual, estupro por alguém conhecido e violência no namoro" e diminuir a incidência desses problemas. A campanha incluiu pesquisas sobre agressão sexual e produção e distribuição de botões, adesivos, pôsteres e cartões postais com o slogan e outras informações. De acordo com o CFS, "Não significa não" para estabelecer uma abordagem sem tolerância à violência sexual e assédio e educar os alunos sobre essas questões.

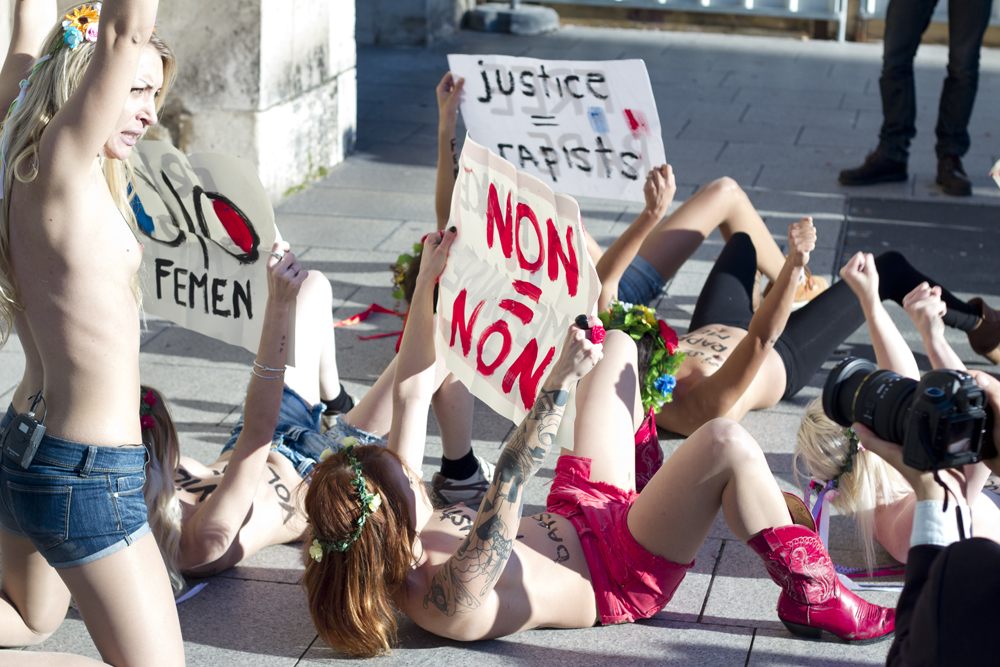
Um ativista da FEMEN segura uma placa que diz "Não = Não" em francês durante um protesto em 2012.

No entanto, surgiram preocupações sobre a abordagem "não significa não", porque algumas pessoas não podem dizer não, seja porque não estão conscientes, intoxicadas ou enfrentando ameaças ou coerção, com a questão da coerção sendo especialmente importante nos casos em que há um desequilíbrio de poder entre duas pessoas em um encontro sexual. Para abordar essas preocupações, houve uma mudança de 'não significa não' para 'sim significa sim' (consentimento afirmativo), para garantir que as pessoas não estivessem praticando atos sexuais por não falarem ou não resistirem. Amanda Hess afirma que uma pessoa pode não ser capaz de dizer não, ou pode estar embriagada ou desmaiada, ou pode congelar de medo.
Sherry Colb critica a abordagem "não significa não" com o fundamento de que torna o contato sexual a opção "padrão" quando duas pessoas concordam em ficar em privado em uma situação semelhante a um encontro, pelo menos até que a mulher diga "não" aos avanços de outra pessoa. Colb diz que sob a abordagem "não significa não", um homem que está em privado com uma mulher em um contexto romântico pode despi-la e penetrá-la se ela não disser "não", mesmo que ela esteja olhando para frente, dizendo e fazendo nada. Colb diz que ficar quieto ou não se mover pode se tratar de um convite ao sexo. Ele diz que sob uma abordagem "não significa não", não há um sinal metafórico de "não ultrapasse" no corpo de uma mulher e que as mulheres têm que temer que aceitar um encontro e ficar em privacidade com o parceiro possa levar ao sexo indesejado.
A Dra. Ava Cadell sugere que as mulheres em encontros sexuais digam ao parceiro que desejam usar uma expressão em código ou palavra de segurança para dizer ao outro participante para interromper o contato sexual, como "Código Vermelho". Ela diz que as palavras "não" e "pare" "foram usadas de maneira frívola, divertida e provocante no passado e nem sempre são levadas a sério."

### Afirmativa: "sim significa sim"

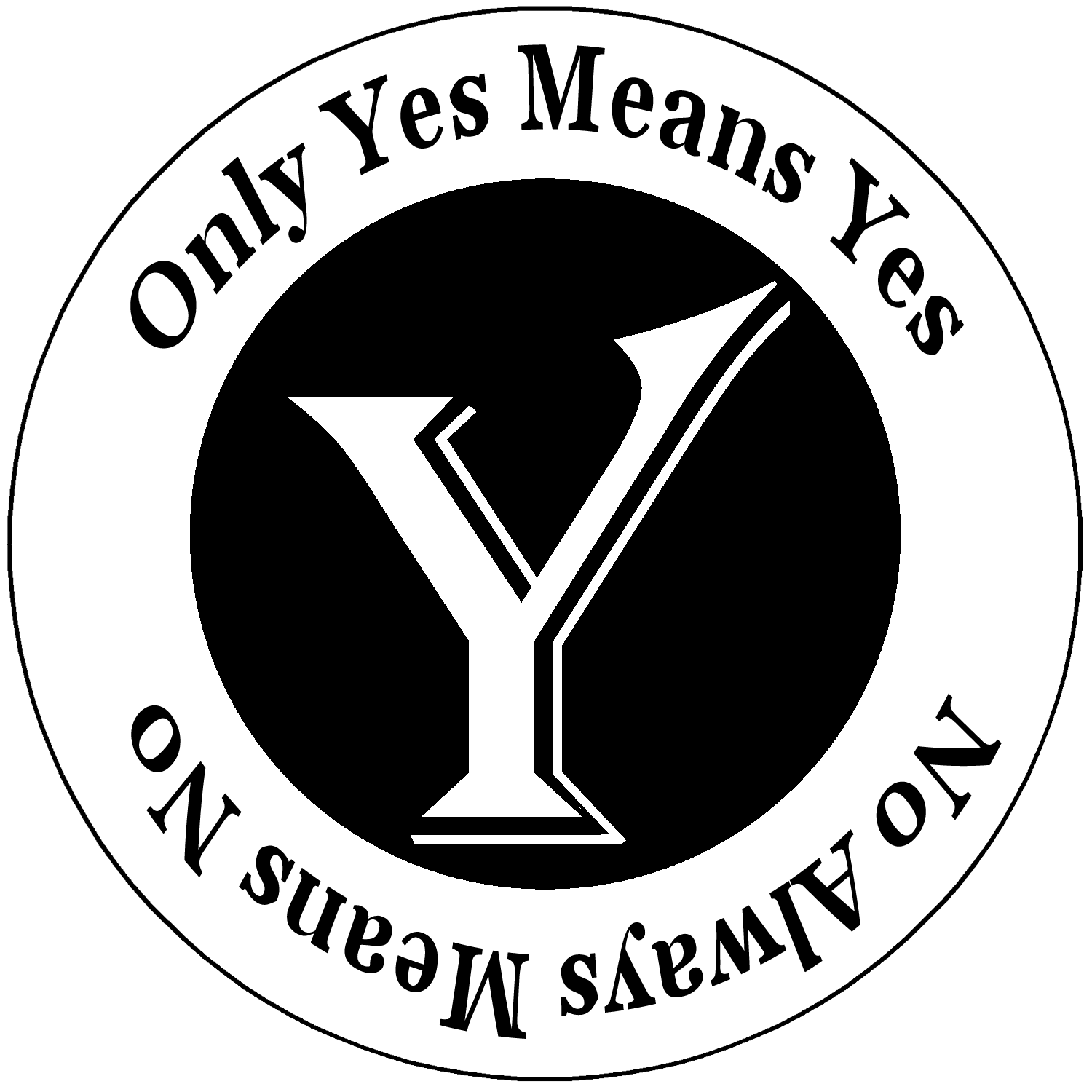
Uma logotipo para a campanha "sim significa sim".

Consentimento afirmativo ("sim significa sim") é quando ambas as partes concordam com a conduta sexual, seja por meio da comunicação verbal clara ou por sinais ou gestos não-verbais. Com "sim significa sim", uma pessoa ainda pode dizer "não" após um sim inicial. "Sim significa sim" foi desenvolvido por um grupo de mulheres da American Liberal Arts School of Antioch College em 1991, que "...entrou com uma petição bem-sucedida para uma emenda ao código de conduta que definia explicitamente o consentimento sexual exigindo um "sim" entusiasmado de todos envolvidos. Antes disso, o sexo era considerado consensual, desde que nenhuma das partes dissesse "não" (a abordagem "não significa não"). Em 2014, no Antioch College, os alunos devem "...obter permissão verbal explícita antes de fazer avanço sexual", perguntando "'Posso fazer isso?' E a [outra] pessoa tem que responder verbalmente, 'Sim'. E se não o fizerem, é considerado falta de consentimento, e isso é uma violação da... política [da faculdade]"; um sinal de mão pré-arranjado também pode ser usado se os alunos fizeram um "acordo verbal prévio".
A abordagem "sim significa sim" é a abordagem endossada por faculdades e universidades nos Estados Unidos.
Existem três pilares frequentemente incluídos na descrição do consentimento sexual, ou "a maneira como mostramos aos outros o que pretendemos, seja um beijo de boa noite ou os momentos que antecedem o sexo". Eles são:
1. Saber exatamente com o que e com quanto estou concordando;
2. Expressando minha intenção de participar;
3. Decidir participar livre e voluntariamente.[31]

Para obter o consentimento afirmativo, ao invés de esperar para dizer ou para que um parceiro diga "não", é melhor dar e buscar um "sim" explícito. Isso pode vir na forma de um sorriso, um aceno de cabeça ou um sim verbal, desde que seja inequívoco, entusiástico e contínuo. Denice Labertew, da California Coalition Against Sexual Assault, diz que embora as palavras usadas em "sim significa sim" possam variar, a ideia principal é que ambas as pessoas concordem em praticar atos sexuais.  Ela diz que "sim significa sim" requer uma grande mudança em como pensamos sobre agressão sexual, uma vez que requer que homens e mulheres concordem e participem ativamente do sexo. TK Pritchard diz que mesmo depois que o consentimento é dado, os participantes de um encontro devem estar "constantemente checando", e que deve haver checagem antes do contato sexual, durante o sexo e depois do sexo, para garantir que o consentimento foi dado. Lauren Larson afirma que uma pessoa deve checar com seu parceiro sexual antes de beijar ou fazer sexo, e também, mesmo durante o sexo, quando muda a velocidade de uma ação, muda para uma posição diferente, ou move suas mãos para uma nova área do corpo.
Mesmo em um paradigma "sim significa sim", caso um parceiro pergunte de uma forma que não haja espaço para um "não", ou se ele receber um não e, em seguida, usa a culpa para manipular a pessoa, isso pode ser considerado coerção sexual ao invés de consentimento; outro exemplo inclui um parceiro à procura de sexo que reclama que sua necessidade de sexo não está sendo atendida, mostra um comportamento passivo-agressivo ou pergunta insistentemente até obter um "sim". Conn Caroll afirma que os conservadores sociais podem apoiar as leis do "sim significa sim", quando o aumento do risco de ser considerado culpado de má conduta sexual diminuirá o interesse do aluno na "cultura de conexão" e criará um incentivo para os homens formarem longas relações de compromisso com mulheres, ao invés de apenas buscar relacionamentos de uma noite.

#### Consentimento entusiástico
Uma variante do consentimento "sim significa sim" é o consentimento entusiástico. O Project Respect afirma que a "sexualidade positiva" precisa "começar com um consentimento entusiástico" no qual uma pessoa está tão "excitada e interessada em outra pessoa" quanto casais comprometidos. A Planned Parenthood diz que o consentimento entusiástico pode ser visto quando um parceiro está "...feliz, animado ou energizado". Uma vítima de agressão sexual que apoia o modelo de consentimento entusiástico afirma que "...se ela não está entusiasmada, sim, então ele não é suficiente." Dr. Nicola Henry afirmou que "legislando e determinando um "[consentimento] entusiasmado no tribunal seria um desafio. Benedict Brook define "consentimento entusiástico" como "sim significa sim" com mais vigor e com "verificação constante entre os amantes para que tudo corra bem".

## Respostas

### Contratos de consentimento
Em 2003, a terapeuta sexual Dra. Ava Cadell sugeriu que celebridades e atletas profissionais pedissem aos parceiros em encontros sexuais (ela usa a gíria "groupies") para assinar um termo de consentimento sexual, que ela chama de encontro sexual equivalente aos acordos pré-nupciais que são assinados antes de alguns casamentos. A Dr. Cadell diz que, como um acordo pré-nupcial, um contato sexual pode reduzir o litígio. O grupo de defesa chamado The Affirmative Consent Project está fornecendo "kits de consentimento sexual" nas universidades dos Estados Unidos. Os kits incluem um contrato que as partes podem assinar, afirmando que consentem em ter relações sexuais. Os kits sugerem que o casal tire uma foto de si mesmo segurando os contratos.

### Aplicativos de consentimento
Na década de 2010, aplicativos para smartphones foram desenvolvidos para dar aos casais a capacidade de consentir eletronicamente as relações sexuais. Os aplicativos incluem We-Consent, Sa-Sie, LegalFling e Good2Go. LegalFling usa blockchain e define os termos e condições de cada pessoa, como exigir o uso de preservativo ou concordar com atos específicos. Ainda assim, existem preocupações sobre esses "aplicativos de consentimento". Good2Go foi removido da app store porque tanto homens quanto mulheres não gostavam de clicar em um smartphone no quarto para registrar consentimento. Um advogado afirma que, legalmente, os pedidos são redundantes e só podem servir como prova circunstancial, que geralmente não levam em conta o direito das pessoas de retirar seu consentimento em qualquer momento da interação sexual.

### Cultura de consentimento
Ativistas e educadores promovem a "cultura de consentimento", executando programas de educação sobre consentimento, fornecendo informações, contratando educadores (ou voluntários) e assim por diante. Alguns ativistas nos campus realizam "Dias de Consentimento" durante os quais há discussões e painéis sobre o assunto, camisetas e pacotes de preservativos com mensagens pró-consentimento são entregues para aumentar a conscientização.

#### Educadores de consentimento

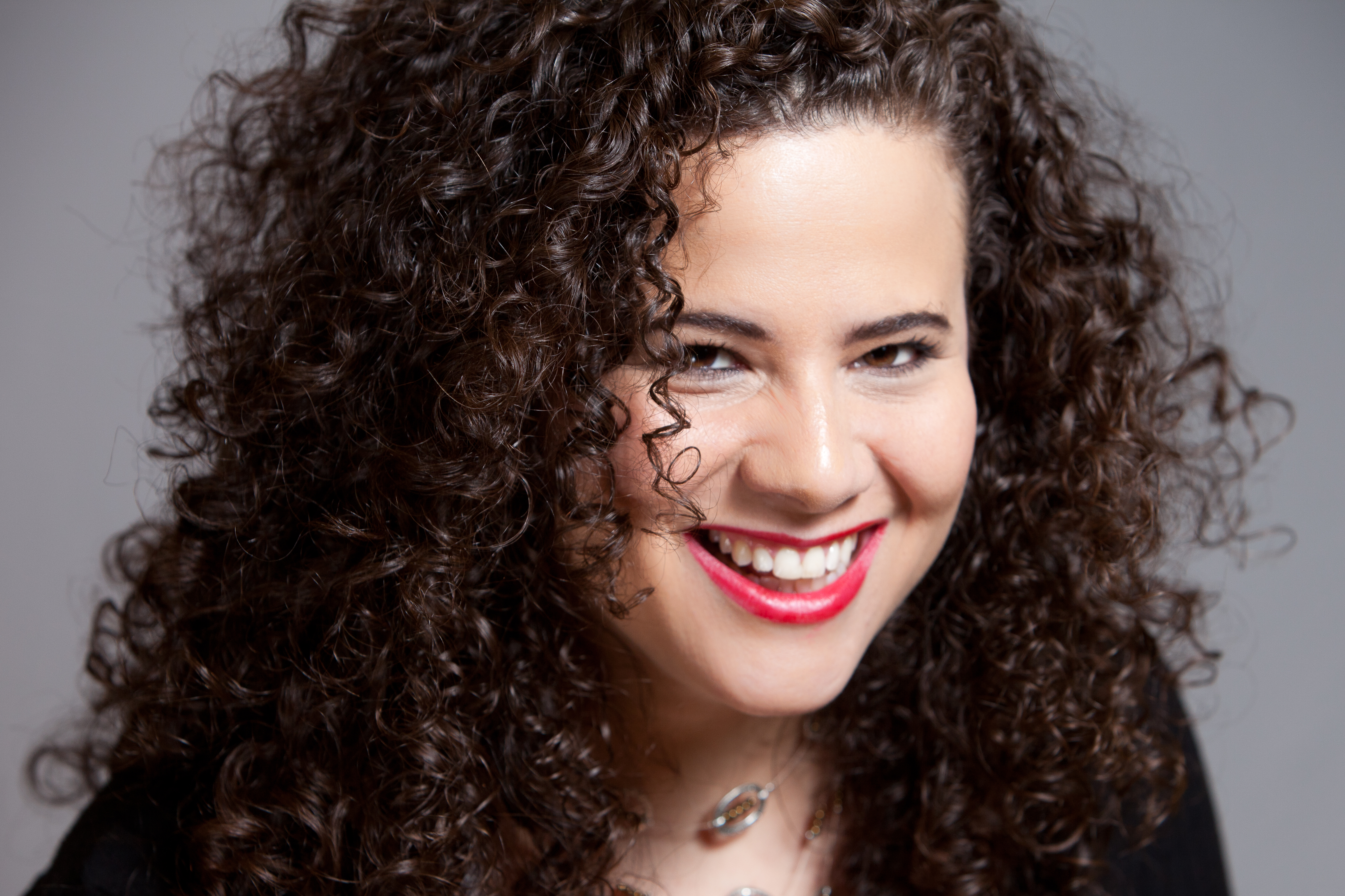
Jaclyn Friedman é uma educadora de consentimento sexual conhecida por editar "Sim significa sim: visões do poder sexual feminino e um mundo sem estupro."

A organização americana sem fins lucrativos Speak About It (SAI) contrata educadores consensuais para conduzir workshops sobre "sexo, sexualidade, relacionamentos, consentimento e agressão sexual" para estudantes do ensino médio e universitários. Esses educadores de consentimento incluíram estudos de gênero e estudantes de estudos femininos, graduados universitários interessados em justiça social, educadores de saúde sexual, defensores da prevenção da violência doméstica e profissionais de teatro. A contratação da SAI para as posições de educador de consentimento inclui diversas "identidades de gênero, origens raciais, orientações sexuais e experiências sexuais". A Universidade de Yale contrata Educadores de Comunicação e Consentimento, que são alunos que conduzem workshops e treinamentos e iniciam conversas sobre sexo e consentimento.
Em janeiro de 2018, a educadora de consentimento sexual, Jaclyn Friedman, escreveu um artigo sobre o comentário das notícias sobre o comediante Aziz Ansari e o consentimento sexual. Friedman defendeu a necessidade de "educar melhor os jovens neste país sobre sexo, consentimento e prazer", usando a educação de consentimento para ensinar sobre comunicação sexual, consciência da linguagem corporal e a necessidade de verificação (se o parceiro está gostando das atividades ou não).

#### Palavras de código de segurança
Para clientes de bares que se sentem desconfortáveis com o comportamento de seu par, como uma pessoa que é tocada sem seu consentimento, em alguns locais há um sistema de código de segurança que permite que os clientes alertem os funcionários. Alguns bares têm cartazes em banheiros e porta-copos informando aos clientes que, se eles precisarem sinalizar a um bartender que não se sentem seguros com seu namorado (ou qualquer outro cliente do bar), eles podem usar uma palavra-código (um nome fictício de bebida mista, por exemplo), e a equipe do bar acompanhará o cliente para fora do local para garantir que ele chegue em segurança ao táxi.

### Coordenador de intimidade
Na indústria da televisão e do cinema, em 2018, algumas produtoras estavam contratando um "coordenador de intimidade" para garantir que os atores e atrizes tenham dado consentimento antes de filmar cenas românticas e cenas simuladas de sexo.